# 狄攻邢之战
狄攻邢之战，公元前661年至前659年，狄人进攻邢国（今河北省邢台市）的作战。
前661年（周惠王十六年、鲁闵公元年、齐桓公二十五年），赤狄进攻邢国。管仲对齐桓公说：“戎狄好像豺狼，是不会满足的；中原各国互相亲近，是不能抛弃的。安逸等于毒药，是不能怀恋的。《诗》说：‘岂不怀归，畏此简书。’简书里写的就是同仇敌忾、忧患与共，所以请按照简书而救援邢国。”于是齐国出兵救援邢国。赤狄被齐军击退。前659年（周惠王十八年、鲁僖公元年、齐桓公二十七年），赤狄再度攻邢。齐桓公联合宋桓公、曹昭公急率三国军队驰援，进入邢境时，邢国国君已弃城出逃。齐桓公率联军率领军队驻扎在聂北，击退赤狄，装载了邢国的器物财货而让邢军搬走，各国军队没有私自占有。六月，齐桓公迁邢都于夷仪（今山东聊城西南）并率三国军队助邢筑城，并留下战车一百乘、士卒一千人驻守邢国，以备狄军。

### 腳註
1. ↑  . . 戎狄豺狼，不可厭也；諸夏親暱，不可棄也；宴安酖毒，不可懷也。《詩》云：『豈不懷歸？畏此簡書。』簡書，同惡相恤之謂也。請救邢以從簡書。

### 文獻
- 《春秋左氏傳 闵公元年》
- 《春秋左氏傳 僖公元年》